# Pierre Aurientis
Pierre Aurientis, né le 1er avril 1854 à Saint-Amans-de-Pellagal en Tarn-et-Garonne et mort à l'âge de 68 ans le 25 octobre 1922 à Kyoto au Japon, est un missionnaire français des missions étrangères de Paris.

## Biographie
Après des études secondaires au collège des frères Maristes de Moissac, Aurientis demande son admission aux missions étrangères : il y entre le 9 octobre 1875. Le 23 septembre 1876, il est tonsuré et le 24 février 1877, il reçoit les ordres mineurs. Sous-diacre le 22 septembre 1877, diacre le 16 mars 1878, il est ordonné prêtre le 21 septembre suivant. 
Destiné à la mission du Japon, il part le 30 octobre et arrive à Nagasaki le jour de Noël. Son évêque l'envoie à Osaka pour apprendre la langue japonaise sous la direction du père Cousin, alors chargé du poste de Kawaguchi. Au bout d'un an, le père Vasselon ayant été envoyé fonder une mission, Pierre Aurientis doit le remplacer comme enseignant au séminaire. En 1881, Mgr Petitjean lui demande de se rendre dans la ville de Hiroshima pour fonder un nouveau centre catholique. Ville fort peu accueillante pour les étrangers, et jadis citadelle du bouddhisme, Hiroshima était difficile d'accès pour un missionnaire. Le père Aurientis se présente comme professeur de français. Il fait deux stages à Hiroshima : le premier de 1881 à 1886, le second de 1889 à 1893, après un séjour à Tsu. Il réussit à fonder de nouveaux centres à Matsuyama, Uwajima et Takamatsu. 
Le père Vasselon, ayant été nommé et sacré évêque d'Osaka, Pierre Aurientis le remplace à Kyoto en 1893. En plus de la charge paroissiale, il enseigne le français à l'université de Kyoto, puis au Lycée supérieur. Vicaire général de 1914 à 1917, Aurientis est choisi comme supérieur de la mission d'Osaka de mai 1917, année de la mort du père Chatron, jusqu'en janvier 1919, date de l'arrivée du père Castanier, qui le nomme vicaire général honoraire. En 1922, sa santé se détériore brusquement et le 25 octobre, il meurt dans son presbytère de Kawaramachi, à Kyoto. Il était rédacteur de la revue Koe (La Voix), de 1895 à 1902, à Kyoto.